# 행포지
행포지(杏浦志)는 서유구가 저술한 책이다. 서유구가 직접 농촌생활을 하면서 농법을 시행한 경험을 바탕으로 저술한 6권 분량의 농서이다.